# Gonomyia sauteri
Gonomyia sauteri är en tvåvingeart som beskrevs av Alexander 1930. Gonomyia sauteri ingår i släktet Gonomyia och familjen småharkrankar. Inga underarter finns listade i Catalogue of Life.